# Žárovná
Žárovná település Csehországban, a Prachaticei járásban. Žárovná Lažiště, Vlachovo Březí, Radhostice és Šumavské Hoštice településekkel határos. Lakosainak száma 115 fő (2024. január 1.).

## Népesség
A település lakosságának változását az alábbi diagram mutatja:
| Lakosok száma | 201  | 183  | 186  | 128  | 114  | 109  | 120  | 119  | 115  | 115  |
|               | 1869 | 1900 | 1921 | 1961 | 1980 | 2011 | 2016 | 2019 | 2021 | 2024 |